# 디지털타임스
디지털타임스(Digital Times)는 문화일보의 자매지인 디지털시대 경제 종합 일간지이다.

## 연혁
- 1999년 12월 디지털타임스 설립
- 2000년 1월 정기간행물 등록
- 2000년 3월 3일 디지털 타임스 창간
- 2001년 1월 벤처기업등록
- 2002년 11월 IT 종합 쇼핑몰 개설
- 2005년 6월 콘텐츠PDF 크리핑 서비스 개시
- 2006년 4월 모바일 홈페이지 개설
- 2007년 4월 동영상 서비스 확대
- 2009년 2월 페이지뷰, 클릭수 100만 돌파.

## 같이 보기
- 언론 기관